# Poesías (Mallarmé)
Poésies es el título de una recopilación de poesías de Stéphane Mallarmé, publicada póstumamente como libro en 1899 por la editorial Deman, incluyendo una sección adicional donde el autor describe las circunstancias en las que la mayor parte de esos poemas habían sido escritos. Previamente los poemas habían sido publicados en prensa por La Revue indépendante en 1887. 

## Si tu veux nous nous aimerons
El rondel así titulado es uno de los más famosos poemas de Mallarmé, como también lo son Apparition, Brise marine, Le vierge, le vivace et le bel aujourd’hui y Le Tombeau d’Edgar Poe.
Apareció como versos autógrafos en la revista La Plume en febrero de 1896 :

## Traducción inglesa
Se hizo por Arthur Symons, y se publicó de forma completa en 1986 por Tragara Press.